# カール・フォン・シュテュルク
カール・フォン・シュテュルク（ドイツ語: Karl Graf von Stürgkh、1859年10月30日 - 1916年10月21日）は、オーストリア（オーストリア＝ハンガリー二重帝国）の貴族・伯爵・政治家。第一次世界大戦開戦時の首相を務め、在任中に暗殺された。

## 経歴
グラーツに生まれる。1891年、帝国議会議員となり、1909年から1911年まで教育相を務める。
1911年11月3日、首相（二重帝国のオーストリア側首相）に任命され、1900年〜1904年に長期安定政権を実現したエルネスト・ケルバーの政策を継承し、ケルバー政権のもとで進んだ経済成長の成果を利用し、公共事業の配分により諸党派を操作して政治的安定を実現した。しかし1914年8月、第一次世界大戦が勃発しオーストリア＝ハンガリーが同盟国側で参戦すると、3月に閉会されていた議会はそのまま開会されることはなく（〜1917年5月）、シュテュルク首相は議会の承認を得ないまま戦時動員政策を進めていった。
やがて敗色が濃くなると反戦派が台頭、シュテュルクは戦争継続の元凶と見なされ、1916年10月21日、ウィーンのホテルで社会民主党左派の指導者フリードリヒ・アドラーによって射殺された。F・アドラーは死刑を求刑されたが、公判での彼の弁論は戦争を嫌悪していた国民の支持を受け、結局敗戦による二重帝国の崩壊に伴い恩赦で釈放、その後も政治活動を続けた。